# NGC 3607
NGC 3607 je eliptická galaxie
v souhvězdí Lva. Objevil ji William Herschel 14. března 1784. Od Země je vzdálená přibližně 73 milionů světelných let a pravděpodobně je členem Skupiny galaxií Lev II.
Řadí se mezi Seyfertovy galaxie.
Na obloze leží asi 2,6° jižně od hvězdy Zosma (δ Leo) a pomocí většího hvězdářského dalekohledu se dá v jejím okolí pozorovat pár dalších slabších galaxií, se kterými vytváří vlastní podskupinu.